# Heleomyza frigida
Heleomyza frigida är en tvåvingeart som först beskrevs av Gorodkov 1962.  Heleomyza frigida ingår i släktet Heleomyza och familjen myllflugor. Inga underarter finns listade i Catalogue of Life.